# Réticulation
En chimie des polymères, la réticulation correspond à la formation d'un ou de plusieurs réseaux tridimensionnels, par voie chimique ou physique. Des liaisons chimiques (appelées ponts) entre les chaînes macromoléculaires sont créées. Les structures réticulées sont généralement préparées à partir de pré-polymères linéaires ou ramifiés de faible masse molaire (issus d'une polymérisation partielle), réticulés sous l'action de la chaleur en présence d'un catalyseur/durcisseur (agent réticulant).
L'UICPA définit une réticulation comme une petite région d'une macromolécule d'où sortent au moins quatre chaînes, et qui est formée par des réactions entre des sites ou des groupes chimiques aux molécules existantes, ou bien par des interactions entre des macromolécules existantes.

## Présentation
La réticulation d'un polymère peut être réalisée par génération in situ de radicaux résultant de la décomposition thermique d'un peroxyde.
La vulcanisation d'un élastomère (insaturé) possédant des doubles liaisons carbone-carbone >C=C<, tel le caoutchouc naturel ou le SBR, par chauffage avec un système de vulcanisation (parfois complexe) à base de soufre et d'accélérateur(s), est un exemple de réticulation. Le soufre est un agent réticulant/vulcanisant ; il se forme des ponts mono-, di- ou polysulfure, notés R-Sx-R' (R et R' représentant des chaînes de l'élastomère ; x peut atteindre environ dix).
La mobilité des molécules du réseau tridimensionnel est limitée, les polymères réticulés sont typiquement durs (ex. : polymères « thermodurcis »), quasi-insolubles (la structure peut, tout au plus, gonfler dans un bon solvant) et infusibles.
Certains polymères thermoplastiques peuvent présenter des structures partiellement tridimensionnelles (ex. : polystyrène partiellement réticulé) ; le matériau est plus résistant au fluage.
Pour les peintures principalement industrielles, la réticulation permet d'augmenter les propriétés physiques du revêtement. Cette étape parfois appelée « cuisson » peut être obtenue, suivant le type de peinture, par réticulation thermique (sous l'action de la chaleur, par irradiation par un faisceau IR), par irradiation par un faisceau UV ou d'électrons.

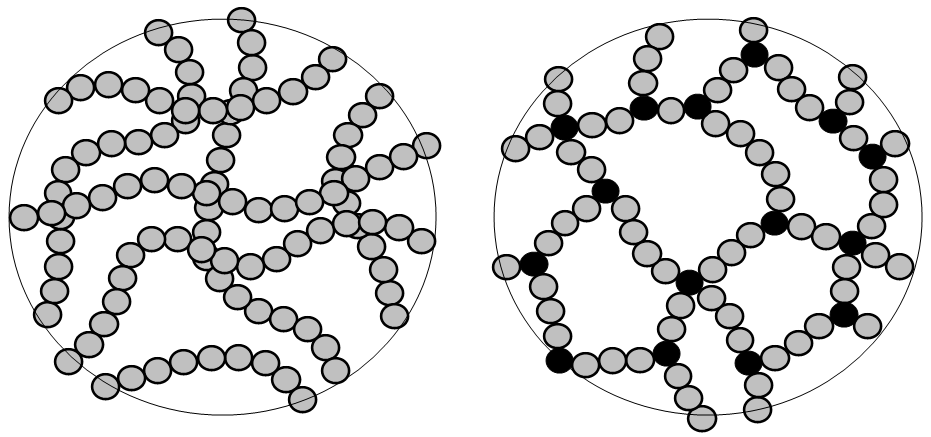
Chaînes linéaires (cas des polymères thermoplastiques, représentation schématique de gauche) et réseau de molécules (cas des polymères thermodurcissables, à droite). Les nœuds (tri- et tétravalents) de réticulation sont  représentés en noir.
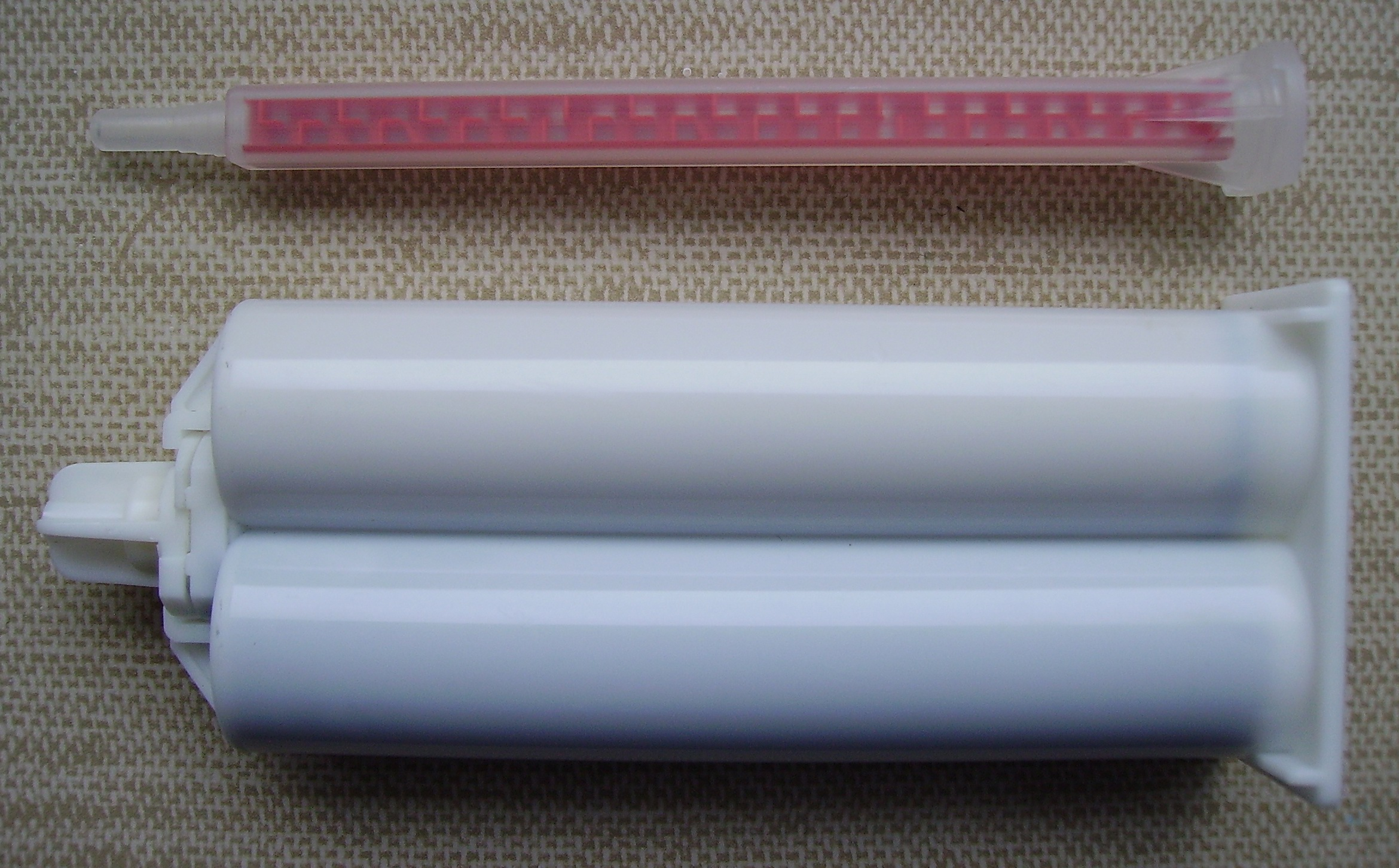
Système bicomposant (résine époxyde et durcisseur en cartouche, séparés, avec mélangeur) jetable, pour un collage rapide à l'ambiante.
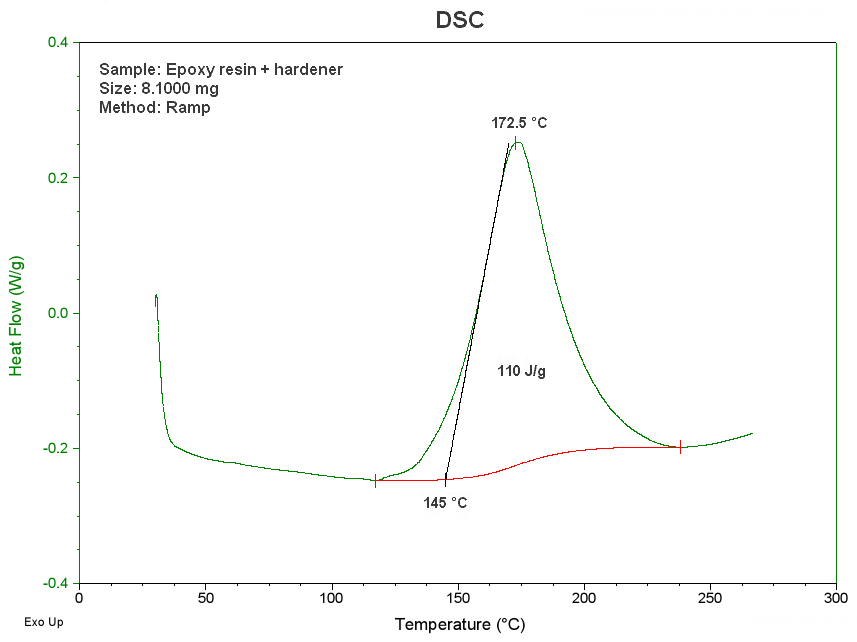
Thermogramme DSC : visualisation du pic exothermique correspondant à la réticulation d'un matériau polymère thermodurcissable.
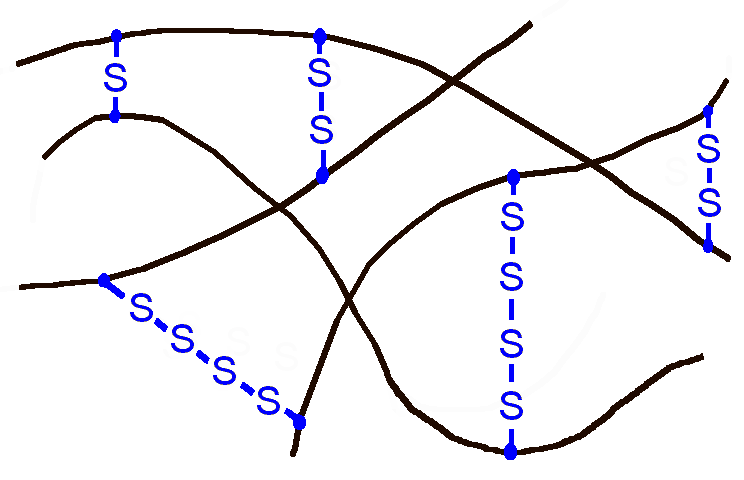
Vulcanisation au soufre : formation de ponts sulfure (en bleu) entre les chaînes d'un élastomère insaturé (en noir).

## Botanique
On parle aussi de réticulation (ou rétification) du bois, de hêtre par exemple, pour en améliorer la résistance à l'eau et à la putréfaction.